# Rio Bouleţul Mare
O Rio Bouleţul Mare é um rio da Romênia afluente do Rio Bouleţ, localizado no distrito de Neamţ.